# マリオ・ストッパーニ

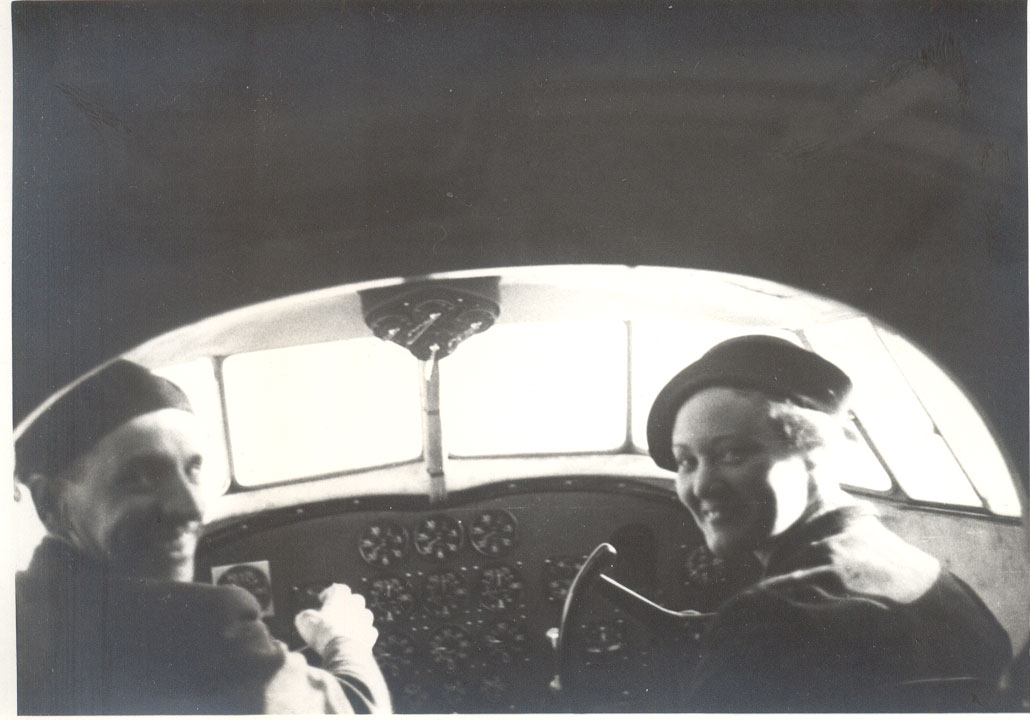
左がマリオ・ストッパーニ

マリオ・ストッパーニ（Mario Stoppani、1895年5月24日 - 1959年9月20日）は、イタリアのパイロットである。第一次世界大戦のエース・パイロットで、大戦後はCANT社のテストパイロットを務め、水上機で多くの記録を作った。

## 略歴
ローヴェレに生まれた。第一次世界大戦では第76戦闘機部隊に属し、ニューポール 11で6機を撃墜しエース・パイロットとなった。戦後はアンサルドにテスト・パイロットとして雇われ、SVA 5の初飛行を行った。SVA 5は後にガブリエーレ・ダンヌンツィオがウィーンにプロパガンダ用のビラを撒布した飛行によって有名となった。
その後カンティエーリ・リウニーティ・デッラドリアーティコ（通称CANT：カント）に雇われ、そこでエンジニアのフィリッポ・ザパタ（Filippo Zappata）と協力することになった。CANT Z.501から始まる多くのカントの航空機の試験飛行を行った。
ストッパーニの行った記録的な飛行には次のようなものがある。
- 1934年10月18日：Cant Z 501でモンファルコーネとマッサワとの間で無着水飛行を行い、距離の記録を樹立した。
- 1935年7月16日；Cant Z 501でモンファルコーネとベルベラとの間で無着水飛行を行い、距離の記録をさらに伸ばした。
- 1936年7月7日：A.Novelliとともに Cant Z 506 I-CANTで8つの水上機の記録を樹立した。
- 1936年11月29日：Vincenzo Baldini とともに Cant Z 506 I-CANTで、2000kgキロのペイロードを積んで7831mまで上昇するという水上機の高度記録をつくった。

第二次世界大戦後は2500馬力のエンジン4基を積んだ大型旅客機、ブレダ・ザパタ BZ.308の初飛行を行った。